# رحلة حب (فلم 2001)
رحلة حب فيلم مصري تدور أحداثه حول علي «(محمد فؤاد)» ورمزي «(أحمد حلمي)» صديقان تربيا معا داخل إحدى الملاجئ الخيرية ونالا رعاية وتعليم جامعي، وجاء وقت خروجهم للحياة حيث يوزعهم الملجأ في أماكن بعيدة عن الموقع الجغرافي لمكان الملجأ، فيذهبا للقاهرة لاستلام التعيين كمدرسين، وتتوالى الأحداث حيث يقعا في مشاكل كثيرة يترتب عليها فصلهم من المدرسة ويصبحا في الشارع عاطلين، وتسوق الأحداث «علي» ليلتقى إثر حادث بفتاة جميلة «مي» ينقذها من الموت وتحمل له الجميل ولكنها مرتبطة بابن عمها الذي يشارك والدها في جميع أعماله من مشروعات وخلافه، وهناك ارتباط عائلي ومادي بينهما وتحدث أزمة حيث تجد الفتاة مشاعرها مع «علي» الفقير حين يلتقيا صدفة في إحدى حفلات البيزنس التي يقيمها والدها ولا تصدق أنها رأته، ولكن علي يهرب منها لإحساسه بالفارق الاجتماعي الكبير، وتتوالى الأحداث وينجح «على» في عمله كمطرب ويعلم ابن العم بعلاقة «مي» وحبها لـ «علي» فيحاول تحطيمه وتشتد الأزمة وتتوالى الأحداث.
تاريخ عرض الفيلم يوافق عشية عيد الفطر في مصر 1422 هـ.

## وصلات خارجية
- مقالات تستعمل روابط فنية بلا صلة مع ويكي بيانات